# Areión
Areión, též Arión, starořecky Αρειων, Αριων, je v řecké mytologii kůň, syn Démétér a Poseidóna, případně syn Gaii.
Areión je krátce zmiňován v Iliadě jako rychlý kůň božského rodu, který náležel Adrástovi, královi Argu. V souvislostí s ním je zmiňován i v latinské básni Thebais, kde je zmiňována jeho tmavá hříva a tmavý oděv. V Štítu Héraklově připisovaném Hésiodovi je zmiňováno že Ioláos, Héraklův vozataj Areióna zkrotil. V Pseudo-Apollódorově Bibliothéce se uvádí se uvádí že během událostí Sedmi proti Thébám byl Adrástes jediným z útočníků který přežil a to právě díky Areiónovi. V tomto díle se uvádí že Démétér jej s Poseidónem zplodila v podobě Fúrie, tedy Erínye.
Pausaniás ve své Cestě po Řecku uvádí že v arkádské vesnici Onkeion se vypráví mýtus o narození Areióna. Když Démétér bloudila světem hledajíc svoji dceru Koré pronásledoval ji Poseidón, který se s ní chtěl spojit. Bohyně se proměnila v klisnu a ztratila se s klisnami Onkia, vládce vesnice. Poseidón ji však nalezl a v podobě koně s ní zplodil Arióna a dceru, jejíž jméno není dovoleno říkat nezasvěcencům. Dále uvádí že tohoto koně si během své války s Éliďany vyprosil na Onkiovi Héraklés. Ten jej pak daroval Adrástovi. Vedle toho však Pausaniás zmiňuje Antimachovo podání podle kterého je tento hřebec synem Gaie a pocházel z města Thelpúsa nedaleko Onkeionu. V této souvislosti je také zmiňován král Adrástos a kromě něj další jeho kůň – Kairos. Pausániás navíc uvádí podobné podání o arkádské hoře Elaion nedaleko Figaleie, podle kterého však Démétér a Poseidón zplodili bohyni Despoinu.
Mýtus o Areiónovi lze srovnat s podáním o tom jak Nefelé, dvojnice Héry, zplodila s Ixiónem Kentaura či kentaury. Oba příběhy lze pak srovnat s védským mýtem o tom jak védská bohyně Saranjú utekla svému manželovi Vivasvantovi a oba pak v koňské podobě zplodili Ašviny. Saranjú lze navíc spojit s řeckou Erínyjí, ke které je Démétér přirovnávána, obě jména mohou znamenat „spěchající“. V řeckém prostředí lze s Areiónem navíc spojit Pégasa, který se zrodil z Medúsy, která byla milenkou Poseidóna.